# Le Vieux de '37

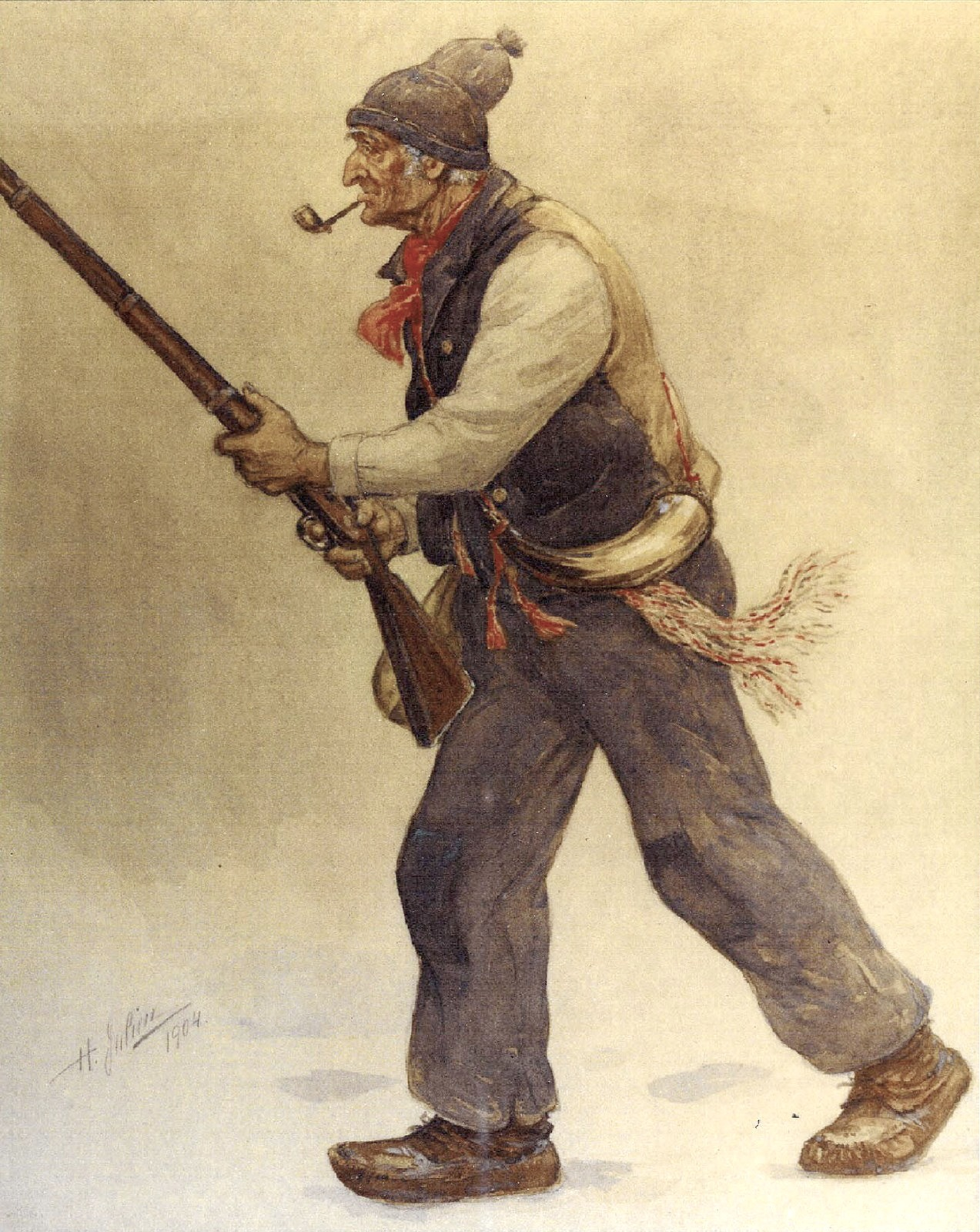
Gouache sur papier, peinte par Henri Julien en 1904

Le Vieux de '37 ou le vieux patriote de 1837 est une allégorie du peuple canadien-français. C'est un nom sous lequel est connue une illustration d'Henri Julien créée approximativement en 1880 pour illustrer Le Vieux Patriote, un poème de Louis Fréchette écrit en 1880 et paru dans le recueil La Légende d'un peuple en 1887.

## Signification
Il représente un participant de la Rébellion des Patriotes de 1837 et 1838 qui désirait faire du Bas-Canada (maintenant le Québec) une république démocratique indépendante de l'Empire britannique. Selon le poème illustré par ce dessin (puis cette peinture), "c'est un vieux qui vous parle", dans les années 1880, donc quelqu'un qui s'est battu alors qu'il était jeune. On peut alors imaginer le vieux personnage remettre son costume pour montrer comment c'était à l'époque. L'illustration est aujourd'hui l'un des symboles les plus connus de la rébellion. Il est vêtu en habitant, portant la ceinture fléchée et la tuque. Cette étoffe représente le commerce des fourrures.
Il fut utilisé par le Front de libération du Québec sur des papiers de propagande populaire et des communiqués pendant les années 1960 et en 1970. Certains drapeaux patriotes contemporains en sont flanqués en leur centre (le modèle créé par le Mouvement de libération nationale du Québec).

## Illustration

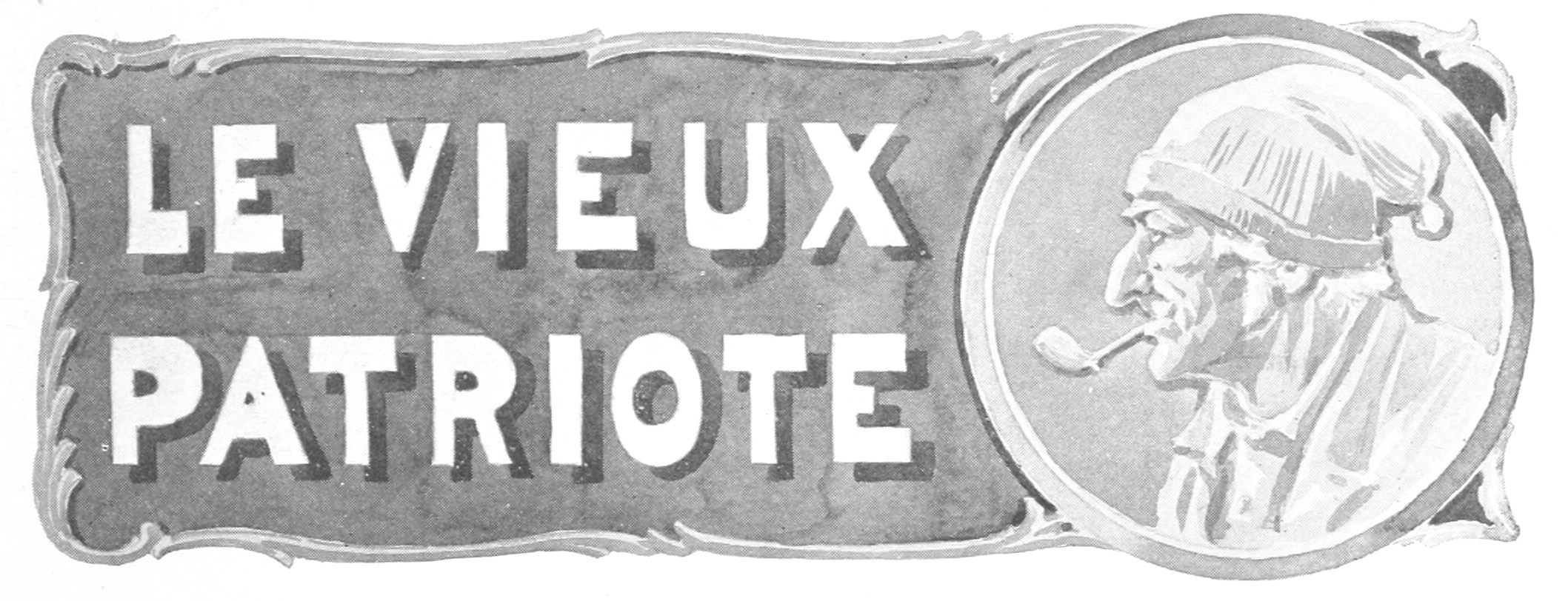
Illustration d'Henri Julien sur la première page du poème Le Vieux Patriote, dans La Légende d'un peuple
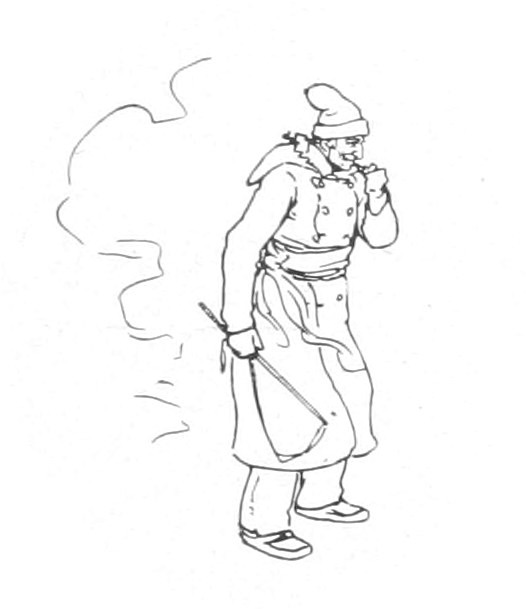
Illustration d'Henri Julien sur la dernière page du poème Le Vieux Patriote, dans La Légende d'un peuple
Le Vieux de 1837 apparaît parfois sur le drapeau des Patriotes de nos jours, une innovation introduite par le Mouvement de libération nationale du Québec dans les années 90. On rencontre surtout la version "gravure" (noir sur blanc) et la version couleur reproduisant le tableau de 1904, pas cette version stylisée en aplats.